# 웹 투나잇
《웹 투나잇》(Web2Night)은 대한민국의 MBC에서 방송했던 예능 텔레비전 프로그램이다.

## 기획 의도
인터넷 가입자 수가 증가하여 "얼마나"가 아닌 "어떻게" 사용하느냐가 더 중요할 때, 알면 알수록 편하고 즐거워질 수 있도록 길잡이가 되는 프로그램이다.

## 방송 일정
| 방송 채널 | 방송 기간                         | 방송 시간            | 비고              |
| --------- | --------------------------------- | -------------------- | ----------------- |
| MBC TV    | 2000년 1월 30일                   | 일요일 밤 11시       | 파일럿(시범) 편성 |
| MBC TV    | 2000년 5월 19일 ~ 2002년 3월 29일 | 매주 금요일 0시 30분 | 정규 편성         |

## 역대 진행자
- 이윤석
- 김경화
- 신동진
- 박시은

## 주요 코너
- 정보: Web Focus
- 인물: Web People
- 사랑은 온라인을 타고
- 엔터테인먼트: PC방 습격사건